# Le Fond de la corbeille

Le Fond de la corbeille était une émission satirique hebdomadaire de la Télévision suisse romande qui a eu beaucoup d'audience[précision nécessaire]. Elle a été diffusée le samedi en fin d'après-midi, de 1989 à 2003. Elle a connu de nombreux animateurs, dont :
- Lova Golovtchiner, animateur principal,
- Jean Charles
- Patrick Nordmann
- Raoul Riesen
- Lolita
- Marc Donnet-Monay (de 1997 à 1999)[3]
- Ivan Frésard[4]
- Barrigue, dessinateur
- Burki, dessinateur
- Chappatte, dessinateur
- Pierre Reymond, dessinateur